# 万楼
万楼又名文昌阁，坐落在中国湖南省湘潭市雨湖区万楼街道，现存建筑是2017年重建。

## 沿革
明朝万历四十三年（1615年），湘潭县令包鸿逵主持修建万楼，李腾芳命名，“万，乃数之大者，邑从此而大”。李腾芳1615年《万楼记》记载湘潭“邑之形如展幅绡，上下两出如左右手。上出者，巨石百余尺，潺潺江波间；下出者，颓然而已。颓然者，正水之所去也，邑人以为弗善也。或是之以告于令包侯，谋筑石为台，堑沙截波，覆之以楼。”崇祯十七年（1644年），清兵入侵湖南，万楼遭到战火焚毁。
清朝康熙五年（1666年），县令郑有成主持第二次重建，农历三月开工，五月末建成。郭金台写下《重修万楼记》：“天下山川名胜无不假楼台亭榭俪缀而成。潭之南有锦湾、石塔，晋陶公、唐褚公山亭刹宇潆回映带。视北郭下水出处即平流断岸，无臂枝护捍，旧志所讶颓然者是已。岁丙午，邑侯郑，理丝休暇，率潭人士披榛夷道，登斯台而有感也，慨然谋所以新之。”
康熙四十年辛巳岁（1701年），县令章文煜主持第三次重建万楼。康熙《湘潭县志》中张璨《重修万楼疏》是万楼三修30余年后的雍正十年（1732年）重修万楼所撰募资的告文。万楼更名为“文起楼”，意寓重教尊文。
光绪《湘潭县志卫际可传》记载，万楼第四次重建是在乾隆三十二年（1767年），知县朱鉴昌主持。
嘉庆六年（1801年），张少洲撰写《重修万楼碑记》，这是第五次重建万楼，时间是嘉庆二年（1797年）秋季，知县李华黼主持，他主持修复了杰灵台已毁坏的台基，之后，卫际可等几任知县接力，耗费4年，在1801年竣工。
1944年，万楼因年久失修被毁。1959年，万楼附属建筑观音阁失火被焚，只剩下“杰灵台”台基。2009年，湘潭地产集团经营有限公司开始第六次重建万楼，2017年竣工。
2022年，围绕万楼主楼，新建有一处名为“万楼·青年码头”的夜市文娱公园。目前为3A级旅游景区。

## 建筑
万楼总高63.48米，主楼52.58米，内九层、外五层结构，寓意着“九五至尊”。万楼还包括：鸿逵广场、南轩苑、修文苑。
- 鸿逵广场，万楼后面广场命名“鸿逵广场”，是为了纪念万楼的第一任建造者湘潭县令包鸿逵。
- 南轩苑，清朝郭金台《重修万楼记》中提及“南轩”，南轩就是宋朝张栻。
- 修文苑，1801年，第五次重建万楼时，在万楼左侧建了修文苑，目的是营造文化气息，弘扬湖湘文化。